# リーナのアトリエ 〜シュトラールの錬金術士〜
『リーナのアトリエ 〜シュトラールの錬金術士〜』は、2009年12月22日に発売されたニンテンドーDS用ソフト。

## 概要
アトリエシリーズのDS第3作。キャラクターデザインは和狸ナオ。DSA3の通し番号を振られている。前2作とのストーリー上のつながりや共通の登場人物は存在しないが、作中に存在するとあるアイテムの説明から、世界観自体は共有していることが分かる。

## システム
行商
本作では、妖精達の森を復興すべく、行商で復興資金を稼ぐ事が主な目的となる。様々な街で噂を聞き、錬金術を駆使する。高騰しているアイテムは、普段の価格以上の値が付く。
アイテム関連
本作では、前作に続いて「特徴」の付いた材料を使ったり、「中和剤」というアイテムを調合時に追加することによって、アイテムに「特徴」を付けることができる。アイテム作成の依頼では「特徴」の付いたものを要求されることもあるため、必要になってくる。

## ストーリー
錬金術士の国家試験に合格した少女・リーナは、幼馴染のリュオンの家に行くが、リュオンは父親と喧嘩して家出をしていた。リーナがリュオンを追いかけると、炎に包まれたリュッケンの森に辿り着いた。リーナとリュオンは、森の妖精に放火犯と誤解され、3年間も森の復興作業に従事する事になってしまう。

## 登場人物

### 主要人物
リーナ・アルテリア（Lina Alterier）
声：小清水亜美
本作の主人公。14歳。身長153cm、体重46kg。血液型：O型、誕生日：9月13日。
雑貨屋を営む両親を手伝う為に、錬金術士を目指す少女。3回目の国家試験で、ようやく免許を取得した。基本的に生真面目で努力家だが、少し世間知らずで、かなりの天然ボケ。
リュオン・フォルク（Luon Volk）
声：岸尾だいすけ
リーナの幼馴染の少年。14歳。身長162cm、体重52kg。血液型：B型、誕生日：10月8日。
後を継ぐ為、幼少時から名大工の父親に鍛えられていたが、将来の事で父親と喧嘩して家出。現在は騎士を志している。
ファラ・ウェスハイト
声：千葉紗子
シューレンの学者養成学園に通う女子生徒。15歳。身長155cm、体重48kg。血液型：A型、誕生日：5月30日。
専攻は考古学。家が裕福。勝気でプライドが高く、ツンデレ。何かとリーナに突っかかる。
ジェラール・ドーチェ
声：高橋直純
シュトラール王国ヘングストの商会長。19歳。身長173cm、体重62kg。血液型：A型、誕生日：4月16日。
地味だが、端正な容姿。柔和で商才に溢れ、リーナに行商の基本を教えてくれる。
エーゼリン・フリーデン
声：花澤香菜
山羊飼いの少女。14歳。身長145cm、体重41kg。血液型：B型、誕生日：10月27日。
『動物語』を編み出し、動物と会話が出来る。動物好きで、リーナ以上に天然ボケな性格。
ヘレンローゼ・スパダ
声：渡辺明乃
用心棒を営む女性。17歳。身長173cm、体重58kg。血液型：O型、誕生日：8月7日。
直情的で男勝りだが、人情家。有能で、貴族や行商人からの依頼が来る程だが、幽霊が苦手。
マルシェラ・ヴァッシェン
声：野川さくら
シュトラール王国騎士団所属の女性騎士。21歳。身長166cm、体重53kg。血液型：A型、誕生日：1月8日。
武闘大会で2年連続優勝を果たす強者。才色兼備で温厚な性格だが、異常にお節介。また、非常に不器用で家事は苦手。
キース・リュッセル
声：阪口大助
盗賊の頭を務める青年。20歳、身長182cm、体重66kg。血液型：O型、誕生日：2月11日。
楽しい事が大好きで、好奇心旺盛かつ自由奔放。「適当」がモットーのトラブルメーカー。
ボリス・マクレー
声：浜田賢二
漁村に暮らす漁師。38歳。身長186cm、体重72kg。血液型：A型、誕生日：6月3日。優秀で、村人から敬われている。寡黙で実直だが、実は人見知り。
ユング・シング
声：三瓶由布子
吟遊詩人の少年。12歳。身長147cm、体重45kg。血液型：AB型、誕生日：12月21日。
少女の様な顔とクールな性格から、女性にモテるが、他人との関わりを嫌う。演奏楽器は、リュート。

### ショップ店員

#### ヘングスト
モラ・アウル
声：延近由美
雑貨屋でアルバイトをしている少女。遊ぶお金が欲しくてアルバイトをしている為、仕事への熱意は皆無で接客態度も悪い。
ラトール・ボフマン
声：桑原英人
宝石商を営む貴族の男性。プライドが高く、自らを「一流」と言って憚らないが、実は小心者。目下の者には異常に尊大な態度を取るが、相手が強く出ると一気に弱気になる。
マイル・ベッカー
声：小笠原圭吾
食品屋の店主。無口で強面かつ非常に立派な体格から、客に怖がられる事もあるが、本当はとても優しい。
アリスタ・カペル
声：天宮綉
鍛冶屋の店主。ショートカットが似合うサバサバした女性。トーガの娘であり、組合に認められるために修行中。
ローズ
声：奥平佳江
薬屋の店主。ファミリーネームを初めとして全てが謎に包まれた女性。

#### シューレン
クリュード・アインハルト
声：井口龍太
雑貨屋で働く青年。元は賢者の学園に通っていたが、問題児故に学園から放校されてしまった。横柄な態度で口調も乱暴だが、本当は非常にシャイで他人想い。
サーシャ・エルメント
声：柴原奈津美
薬屋を営む女性。学園時代は秀才だった。おさげと大きな眼鏡が特徴。趣味は読書。性格は人懐っこい。かなりのドジっこ。
キリム・クシャースラ
声：桑原英人
宝石商の店主。遥か東方の国から来た端整な顔立ちの男性。誰に対しても敬語で話す。

#### フェルゼン
セルシ・リーベフラウ
声：天宮綉
薬屋でアルバイトをする少年。元は高山で見習い鉱員として働いていたが、街に現れた錬金術士に憧れ、独学で錬金術の勉強に励む傍ら、錬金術士免許を取る為に多くの仕事を掛け持ちして他国への留学資金を稼いでいる。
トーガ・カペル
声：井口龍太
鍛冶屋組合の組合長。鍛冶屋の組合員や鉱員から慕われる豪快な男性。アリスタの父親。
ヘンリー・ディルタイ
声：小笠原圭吾
宝石商の店主。ずんぐりした体型の男性。セールストークの腕はかなりのもの。

#### モーグ
ナナリー・セルベーン
声：彩乃羽由貴
食品屋の看板娘。可愛らしい容姿で常に笑顔だが、言葉は辛辣。明るい性格だが、現実主義者。
コレット
声：塩川みほ
雑貨屋の店主。穏やかな性格の老女。物知りであり、村の相談役として尊敬されている。

#### ペスカ
ジン・ツェルニ
声：柴原奈津美
実家の食品店を手伝う少年。明朗快活で人懐っこい性格から、周囲に可愛がられている。ポリスを師と仰ぎ、自身も漁師見習いとして働く。
アロン・タルボット
声：桑原英人
鍛冶屋の店主。豪快だが気の利く性格で、子供達から非常に慕われている。以前は漁師だった。

### その他
長老
声：町田政則
妖精の森の長老。少々ボケていることもあるが、リーダーとして妖精たちとリーナ、リュオンを指揮する。
妖精さん
声：彩乃羽由貴
妖精の森に済む種族だが、多くが焼け出されて外に出てしまった。外見は、どの妖精もほとんど変わらず常人にはまず見分けがつかない。
シュトラール国王
声：影平隆一
カイン・シュトラール
声：小笠原圭吾
シュトラール王国第一王子。シュトラール王家には珍しい武人。アデルベルクという異母弟がいる。

## テーマソング
オープニングテーマ
「Flora」
作詞：青木香苗 / 作曲：阿知波大輔 / 歌：柳麻美

エンディングテーマ
「Windy」
作詞：青木香苗 / 作曲：阿知波大輔 / 歌：柳麻美